# Otaki (Nouvelle-Zélande)
La ville d'Otaki est une localité du District de Kapiti Coast, située dans le sud de l’Île du Nord de la Nouvelle-Zélande.

## Situation
Elle est localisée à mi-chemin entre la capitale Wellington, localisée à  70 kilomètres au sud-ouest, et la ville de Palmerston North, située également à 70 kilomètres au nord-est.

## Accès
Elle est sur le trajet de la route State Highway 1 et celui de la ligne de chemin de fer de la ligne principale de l'île du nord (en), allant entre les villes de Wellington et d’Auckland et elle marque le point le plus au nord de la région de Wellington. La construction de la  Kapiti Expressway (en) et de la Transmission Gully Motorway (en) sont en cours et doivent diminuer le temps de trajet pour aller à Wellington.

## Population
Lors du recensement de 2013, la population de la ville était de 5 778 habitants, avec une discrète diminution par rapport au recensement de 2006.

## Géographie
La ville est située tout près des berges du fleuve Otaki, à 4 kilomètres de son embouchure au niveau de la Mer de Tasman.
Il y a une promenade et une piste de cyclisme le long de la rivière, au nord de son embouchure au niveau de « Otaki Beach ». La plage de sable sécurisée est une destination populaire pour la natation et la pèche.
Le district aux alentours comprend les villes de Te Horo et de Manakau avec son village de bord de mer situé à « Waikawa Beach ».

## Activité économique
Le district est très agricole, avec des « jardins maraichers » et des lotissements. L’économie de la ville comprend des industries de services pour la communauté rurale, des échoppes de détail, qui sont une destination pour les clients venant de Wellington et Palmerston North, et des technologies commerciales propres avec une importance donnée à la gestion des déchets.
Le journal local est l'Otaki Mail.
Otaki est le siège de l’université de Maori nommée 'Te Wānanga o Raukawa' selon la tradition dite Tikanga Māori. 
Elle abrite le Festival annuel du ‘Maoriland Film’ et le 'Festival « Otaki Kite ».

## Loisirs
'Otaki Forks' est l’entrée ouest du Parc Forestier de Tararua (en).
Celui-ci offre des activités de loisirs allant de courtes randonnées, à la natation, au rafting et au kayak, pour des séjours avancés de 3 à 5 jours, comprenant en particulier la randonnée dite ' « Southern Crossing »', qui se termine au niveau de la localité de Kaitoke à 45 km au nord-est de Wellington.

## Histoire
Depuis le début du XIXe siècle, la zone a été le domicile des Māori de l ’iwi des Ngati Raukawa (en), qui ont migré de la zone du mouillage de Kāwhia (en) aux environs des années 1819, sous la houlette de Te Rauparaha  Ils ont supplanté les peuples Rangitāne (en) et Muaūpoko (en).
À la demande de 'Te Rauparaha', les missionnaires Henry Williams et Octavius Hadfield (en) visitèrent ce secteur en décembre 1830 et Hadfield ouvrit la première mission de la région de Wellington au niveau de la ville d’Otaki.
À proximité du marae de Raukawa, se situe la Rangiātea Church (en), dont le bâtiment original fut terminé en 1851. Démolie en 1995, elle fut complètement reconstruite en 2003.
À l’intérieur des terres par rapport au centre-ville se trouve le champ de course d'“ Otaki Race course », siège du « Otaki Maori Racing Club » depuis 1886.

## Personnalités notables
- Iain Hewitson (en), directeur de la TV australienne.
- sir William Walkley (en), directeur exécutif d’une compagnie pétrolière